# Provincia Occidentale (Zambia)
La provincia Occidentale è una provincia dello Zambia. Essa comprende l'area precedentemente nota come Barotseland.

## Distretti
La provincia è suddivisa nei seguenti distretti:
| Distretto | Superficie km² |
| --------- | -------------- |
| Kalabo    | 9 081          |
| Kaoma     | 8 993          |
| Limulunga | 3 926          |
| Luampa    | 10 259         |
| Lukulu    | 9 410          |
| Mitete    | 6 394          |
| Mongu     | 6 005          |
| Mulobezi  | 12 185         |
| Mwandi    | 5 810          |
| Nalolo    | 4 764          |
| Nkeyema   | 3 774          |
| Senanga   | 10 660         |
| Sesheke   | 11 772         |
| Shangombo | 7 774          |
| Sikongo   | 8 087          |
| Sioma     | 8 499          |